# Marguerite Chapman

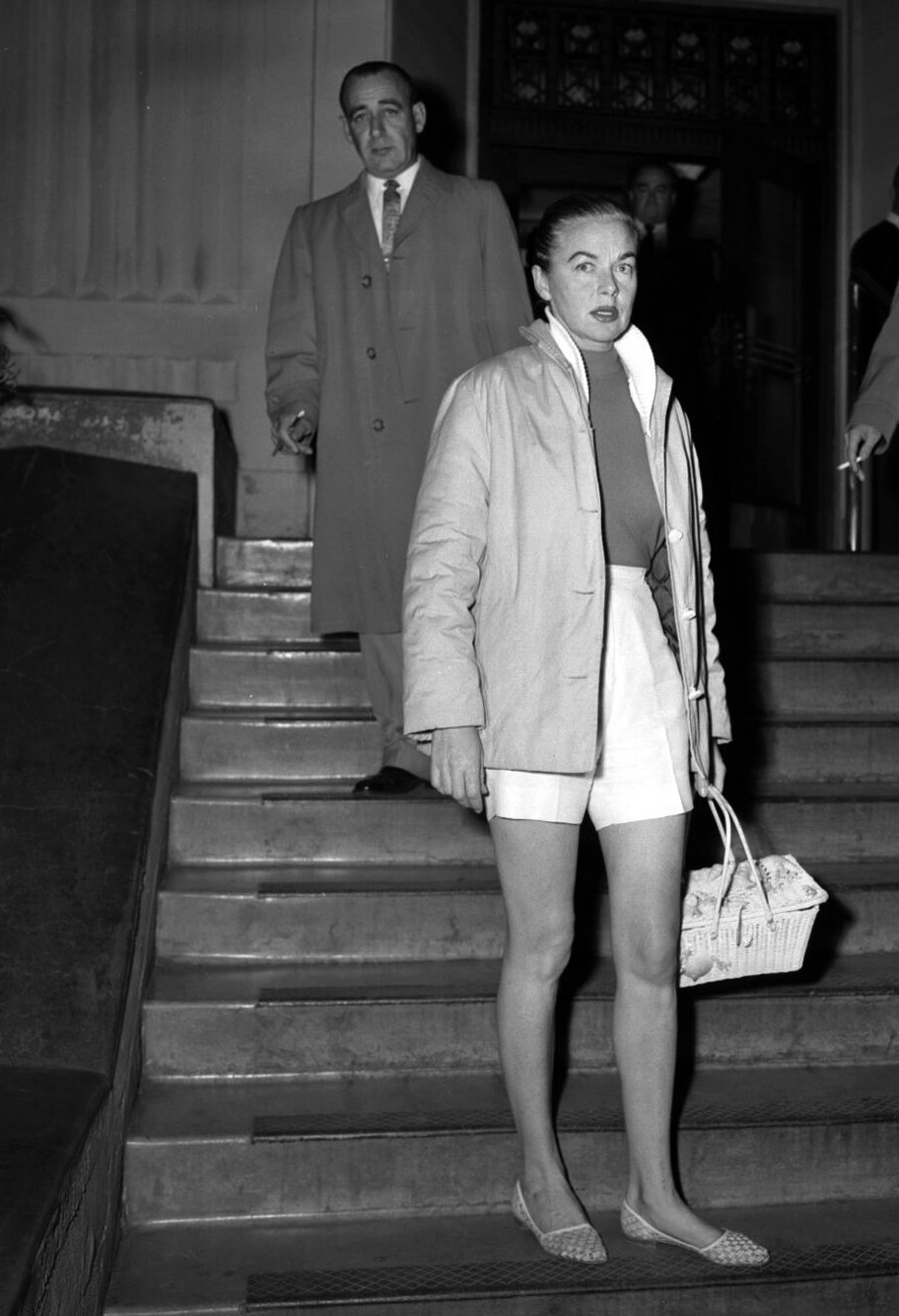
Marguerite Chapman (1958)

Marguerite Chapman (* 9. März 1918 in Chatham, New York; † 31. August 1999 in Burbank, Kalifornien) war eine US-amerikanische Filmschauspielerin.

## Leben
Die ehemalige Telefonistin wurde vom Filmproduzenten Howard Hughes bei einem Casting entdeckt und war dann ab 1940 als Schauspielerin tätig. 1942 spielte sie die weibliche Hauptrolle in dem von Republic Pictures produzierten Filmserial Spy Smasher. In den folgenden Jahren hatte sie diverse Hauptrollen in Western oder Kriegsfilmen, oftmals aus der B-Filmabteilung. Eine ihrer bekanntesten Rollen spielte sie 1951 als Marsianerin Alita in dem Science-Fiction-Film Flight to Mars. Ab den 1950er-Jahren war sie überwiegend in Nebenrollen in Fernsehserien präsent. Ihr zweitletzter Kinofilm war Billy Wilders Komödie Das verflixte 7. Jahr (1955), in dem sie die Sekretärin Miss Morris spielte.
1960 wurde sie mit einem Stern in der Kategorie Fernsehen auf dem Hollywood Walk of Fame geehrt. Bis 1977 wirkte sie insgesamt an 76 Produktionen mit. Ihr Grab befindet sich auf dem Holy Cross Cemetery in Culver City, Kalifornien.

## Filmografie (Auswahl)
- 1942: Spy Smasher (Serial)
- 1942: Parachute Nurse
- 1943: One Dangerous Night
- 1943: Appointment in Berlin
- 1943: My Kingdom for a Cook
- 1943: Destroyer
- 1945: Counter-Attack
- 1945: Pardon My Past
- 1948: Blut und Gold (Relentless)
- 1948: Abrechnung in Coroner Creek (Coroner Creek)
- 1948: Die Geliebte des Marschalls (The Gallant Blade)
- 1948: The Green Promise
- 1950: Reiter ohne Gnade (Kansas Raiders)
- 1951: Flight to Mars
- 1952: Erpresserin (The Last Page)
- 1952: Sea Tiger
- 1952: Bloodhounds of Broadway
- 1955: Das verflixte 7. Jahr (The Seven Year Itch)
- 1958: Richard Diamond, Privatdetektiv (Richard Diamond, Private Detective) (Fernsehserie, eine Folge)
- 1960: The Amazing Transparent Man
- 1960: Perry Mason (Fernsehserie, eine Folge)
- 1971: Dr. med. Marcus Welby (Marcus Welby, M.D.) (Fernsehserie, eine Folge)
- 1977: Barnaby Jones (Fernsehserie, eine Folge)